# Villars
Villars é uma comuna francesa na região administrativa da Nova Aquitânia, no departamento Dordonha. Estende-se por uma área de 27,05 km². Em 2010 a comuna tinha 467 habitantes (densidade: 17,3 hab./km²).